# El parador de las golondrinas
El parador de las golondrinas és una sarsuela en 1 acte i 3 quadres, amb llibret de Manuel Rovira i Serra i música d'Amadeu Vives, estrenada al Teatro de la Zarzuela de Madrid, el 13 d'octubre de 1903. A Barcelona va veure la llum per primera vegada, el 27 d'octubre de 1904, al Teatre Nou (Avinguda del Paral·lel).
L'obra fou un sonor fracàs a l'estrena, sense que es demanés la repetició de cap número musical, ni tan sols la claca ho va demanar. El cronista del diari El Día de Madrid va sentenciar que la música era molt pobre, inferior al llibret, al qual també acusava de falta d'originalitat, i afegia que Amadeu Vives "és un home completat esgotat, si és que alguna vegada ha tingut originalitat i inspiració pròpies".
Es va continuar oferint en aquella temporada al Teatre de la Zarzuela fins al dia 7 de novembre.

## Personatges
| Personatge       | Tessitura    | Intèrpret de l'estrena |
| ---------------- | ------------ | ---------------------- |
| Mari-Juana       | Soprano      | Felisa Lázaro          |
| Senyora Engracia | Mezzosoprano | Nieves González        |
| Pili             |              | Pura Martínez          |
| Juan Cruz        | Tenor        | Valentín González      |
| Tío Jiméliz      |              | José Riquelme          |
| Petruco          | actor        | Enrique Lacasa         |
| Antolín          |              | Antonio González       |
| Saturio          |              | José Mariner           |
| El alcalde       | actor        | Tomàs Codorniú         |
| Lázaro           |              | J. Muñoz               |
| Cipriano         |              | F. Rodríguez           |
| Fermín           | actor        | Eduardo Gallo          |